# Fergus County
Fergus County är ett administrativt område i delstaten Montana, USA. År 2010 hade countyt 11 586 invånare. Den administrativa huvudorten (county seat) är Lewistown. 

## Geografi
Enligt United States Census Bureau så har countyt en total area på 11 266 km². 11 238 km² av den arean är land och 28 km² är vatten. 

### Angränsande countyn
- Chouteau County, Montana - nordväst
- Blaine County, Montana - nord
- Phillips County, Montana - nordost
- Petroleum County, Montana - öst
- Musselshell County, Montana - sydost
- Golden Valley County, Montana - syd
- Wheatland County, Montana - sydväst
- Judith Basin County, Montana - väst